# Hemieuxoa finatimis
Hemieuxoa finatimis är en fjärilsart som beskrevs av Lafontaine. Hemieuxoa finatimis ingår i släktet Hemieuxoa och familjen nattflyn. Inga underarter finns listade i Catalogue of Life.